# Pseudoclimaciella cachani
Pseudoclimaciella cachani is een insect uit de familie van de Mantispidae, die tot de orde netvleugeligen (Neuroptera) behoort. 
Pseudoclimaciella cachani is voor het eerst wetenschappelijk beschreven door Poivre in 1982.